# Trichrysis tridensnotata
Trichrysis tridensnotata (лат.) — вид ос-блестянок рода Trichrysis из подсемейства Chrysidinae.

## Распространение
Китай (Хайнань).

## Описание
Длина — 8 мм. Ярко-окрашенные металлически блестящие осы. Голова синяя, с зеленоватыми отблесками на лице. Мезосома металлически-синяя, с зеленовато-золотистыми отблесками на мезоплевроне и метаплевроне. Тергиты Т1 и Т2
металлически-синие, с зеленовато-золотистыми отблесками латерально; T3 металлически-синий, с зеленовато-золотистыми отблесками латерально и сзади. Скапус и педицель голубовато-зелёные, жгутик чёрный. Тегулы полностью металлически-синие. Ноги зеленовато-синие, передние лапки черновато-коричневые. Задний край третьего тергита брюшка с 3 небольшими широкими зубцами. Предположительно, как и другие виды своего рода гнездовые паразиты одиночных сфекоидных ос (Crabronidae). Сходен с видом Trichrysis triacantha, но отличается следующими признаками: глубокий вогнутый промежуток между срединным и латеральным зубцом и субтрапециевидная форма чёрных пятен стернита S2. Вид был впервые описан в 2016 году итальянско-швейцарским энтомологом Паоло Роза (Paolo Rosa; Natur-Museum Luzern, Люцерн, Швейцария) и его китайскими коллегами Na-Sen Wei (N.S. Wei), Jun Feng и Zai-Fu Xu (Z.F.Xu) (все из Department of Entomology, South China Agricultural University, Гуанчжоу, Китай).